# Fleurety
Fleurety ist ein Leutnant-General aus der christlichen Dämonologie, der auf dem ersten Konzil von Braga in die Liste der Hauptdämonen aufgenommen wurde. Möglicherweise besteht ein Zusammenhang zwischen ihm und Flauros; allerdings tritt Flauros in der Form eines Leopards oder unter der Kontrolle eines Exorzisten auch in menschlicher Gestalt auf, während für Fleurety sein Pferdefuß und sein Profil charakteristisch sind. Er ist zusammen mit Tarchimache einer der Oberoffiziere des Beelzebub beziehungsweise des Luzifer; sowohl Fleurety als auch Tarchimache wohnen in Afrika. Er kontrolliert eine Vielzahl von Geistern, ihm untergeordnet sind Bathsin beziehungsweise Bathim, Pursan und Eligor. Fleurety ist ermächtigt, bei Nacht jede Arbeit zu verrichten und an jedem Ort Hagel zu erzeugen.